# Araneus dofleini
Araneus dofleini är en spindelart som först beskrevs av Friedrich Wilhelm Bösenberg och Embrik Strand 1906.  Araneus dofleini ingår i släktet Araneus och familjen hjulspindlar. Inga underarter finns listade i Catalogue of Life.